# Geastrales
Geastrales is een botanische naam, voor een orde van paddenstoelen: de naam is gevormd uit de familienaam Geastraceae.

## Families
Volgens Index Fungorum bevat het de volgende families:
- Geastraceae
- Schenellaceae
- Sphaerobolaceae